# Rie Lips-Odinot

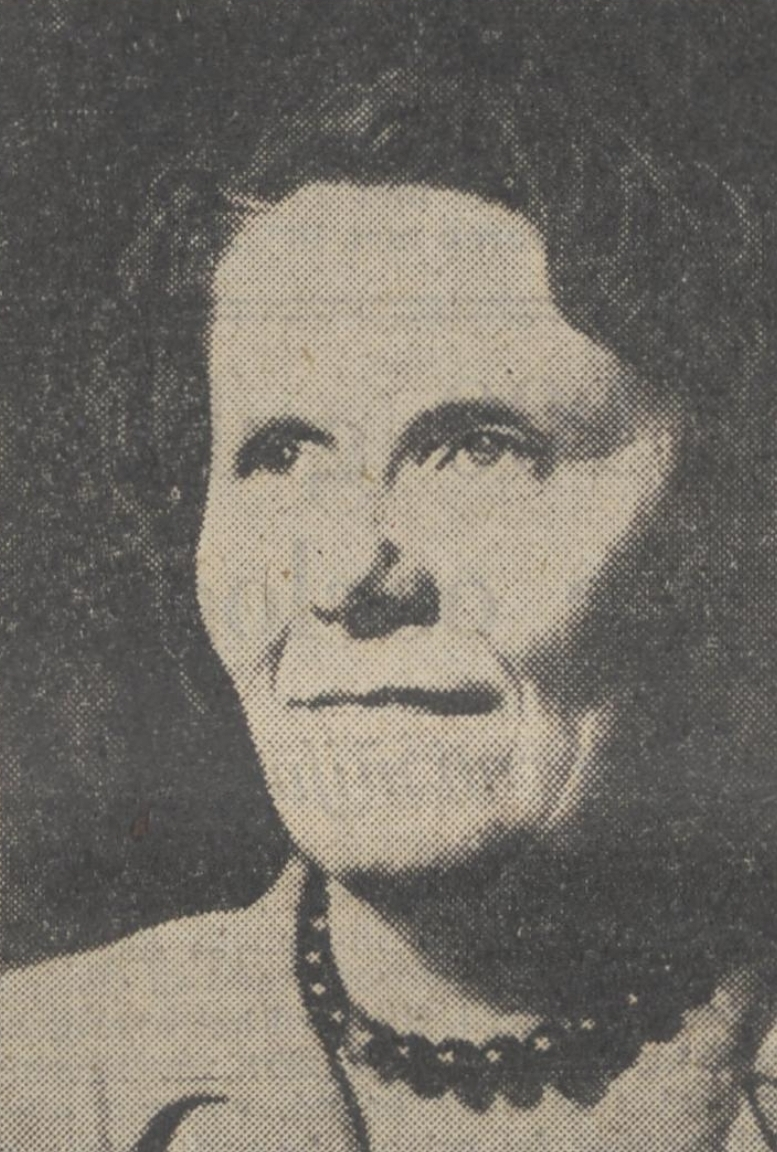
Rie Lips-Odinot

Maria Elisabeth Rie Lips-Odinot (geboren 4. Mai 1908 in Wijk bij Duurstede; gestorben 26. Januar 1998 in Hilversum) war aktiv im Widerstand gegen die deutsche Besatzung und eine niederländische Parlamentsabgeordnete.

## Leben
Rie Odinot wurde am 4. Mai 1908 in Wijk bij Duurstede geboren. Sie war die Tochter des Zimmermanns Johannes Marinus Odinot (ca. 1878–1961) und Alida Clasina van Bentem (ca. 1879–1952) und hatte drei Schwestern. Ihre Familie gehörte der niederländisch-reformierten Kirche an. Kurz nach ihrer Geburt zog die Familie nach Hilversum. Dort besuchte sie die Schule und anschließend die Hauswirtschaftsschule. Danach arbeitete sie mehrere Jahre als Kinderbetreuerin. Am 9. Mai 1928 heiratete sie in Amsterdam den Büroangestellten Jan Douwines Nobbe (ca. 1904–1942). Sie hatte einen Sohn Hans und eine Tochter Ria, die 1929 und 1932 geboren wurden. Sie ließ ihre Kinder nicht taufen.
Ihr Mann verlor 1933 seine Arbeit und musste Arbeitslosengeld beziehen. Odinot begann in der Zeit der Wirtschaftskrise und des Aufstiegs des Nationalsozialismus in Deutschland sich für die Politik zu interessieren. Sie trat der SDAP und dem Sozialdemokratischen Frauenbund bei. Im kommunistisch inspirierten Weltfrauenkomitee gegen Krieg und Faschismus engagierte sie sich ebenfalls. So beachtete sie die Regel innerhalb der SDAP nicht, die Kommunisten auf Distanz zu halten und für ihre Aktivitäten im linken Hilfskomitee für Spanien erhielt sie einen Verweis des SDAP-Vorsitzenden Koos Vorrink der glaubte, sie sei in „kommunistische Gewässer“ geraten. Nachdem Odinot 1939 Vorsitzende des Weltfrauenkomitees geworden war, wurden ihre SDAP-Beiträge nicht mehr eingezogen, was bedeutete, dass sie de facto aus der Partei ausgeschlossen worden war.
Das Hauptquartier des Weltfrauenkomitees an der Prinsengracht in Amsterdam wurde nach der deutschen Invasion der Niederlande im Mai 1940 auf Anordnung der Behörden geschlossen. In dem ersten Kriegsjahr verteilte sie mit ihrem Mann illegale Literatur und bot Juden Hilfe an. Im Juni 1941 wurden sie wegen „kommunistischer Betätigung“ verhaftet und im Durchgangslager Schoorl interniert. Zum Zeitpunkt der Verhaftung schliefen ihre Kinder und sie sah sie erst vier Jahre später wieder. Ihr Mann wurde von Schoorl aus über das Lager Amersfoort nach Neuengamme und Dachau deportiert und starb am 7. September 1942. Rie Odinet wurde als „Schutzhäftling“ über eine Reihe von Gefängnissen in Amsterdam, Düsseldorf, Hannover, Hamburg und Bremen und schließlich in das Frauen-KZ Ravensbrück bei Berlin transportiert. Dort wurde sie am 1. Mai 1945 von der Roten Armee befreit. Ihr Überleben hatte sie nach ihren Angaben der deutschen Widerstandskämpferin Orli Reichert zu verdanken, die dafür gesorgt hatte, dass sie in der Nähstube arbeiten konnte. Später wurde ihr erlaubt, in ein externes Lager zu ziehen, um auf einem Bauernhof zu arbeiten. Nach der Befreiung aus dem KZ kehrte sie in Soldatenkleidung in die Niederlande zurück. Sie erkannte ihren Sohn Hans sofort, jedoch ihre Tochter Ria nicht. Sie hatte sie zu lange nicht gesehen.

### Politische Karriere
Nach ihrer Heimkehr engagierte sich Odinot in der Niederländischen Frauenbewegung, einer Organisation, die 1946 hauptsächlich von Überlebenden des Frauenlagers Ravensbrück gegründet worden war. Die Frauenbewegung schloss sich der Communistische Partij van Nederland an und Odinot wurde dort Mitglied. Ab 1946 vertrat sie die Partei im Gemeinderat von Hilversum. Sie meldete im Juli 1947 den Tod ihres Mannes Jan Nobbe 1942 in Deutschland und im Oktober 1948 heiratete sie ein Parteimitglied, den Schneider Jan Servaas Lips (gestorben vor 1998). Rie Lips-Odinot, wie sie sich ab 1949 nannte, vertrat die Partei in den Provinzstaaten Nordhollands und wurde Mitglied des Parteivorstands. Von den NVB-Frauen wurde Rie Lips-Odinot für die Zweite Kammer der Generalstaaten nominiert und war von 1951 bis 1959 deren Mitglied. Dort waren ihre Ressorts Soziales, Bildung, Kunst, Wissenschaft sowie Sozialarbeit.
In der Zweiten Kammer hatte es Rie Lips-Odinot nicht leicht. Als ehemalige Hauswirtschaftsschülerin fühlte sie sich nicht wirklich zugehörig und in der Hochphase des Kalten Kriegs gab es besondere Belastungen. Ihre stark sowjetisch orientierte CPN-Fraktion wurde von vielen Parlamentsabgeordneten als verlängerter Arm einer feindlichen Macht angesehen. Deshalb befand sie sich oft in großer Isolation. In der Zweiten Kammer setzte sie sich unter anderem für die Rechtsfähigkeit der Frau ein, die im Jahr 1955 durch die Motion Tendeloo geregelt wurde. Als Parlamentsabgeordnete setzte sie sich außerdem für Subventionen für die sowjetische Methode der „schmerzlosen Geburt“ ein, ein auf Iwan Petrowitsch Pawlow beruhendes "Wundermittel", welches zu jener Zeit an Popularität gewann. Als der Minister diese Subvention ablehnte, weil er nicht daran glaubte, erklärte ihm Lips, er würde auf keinen Fall Kinder haben.
Ihre Position geriet nach 1956 in der Fraktion aufgrund ihrer Wahl für die Brug-Gruppe innerhalb der CPN unter Druck. Dies war eine oppositionelle Gruppe von Kommunisten, die nach der berühmten Rede von Chruschtschow über die Verbrechen Stalins auf eine „Entstalinisierung“ der CPN hinarbeitete. Diese internen Konflikte eskalierten 1958, so dass diese Opposition, zu der auch die ehemaligen Widerstandskämpfer Gerben Wagenaar und Henk Gortzak gehörten, aus der Partei ausgeschlossen wurde. Lips behielt ihren Sitz im Parlament bis 1959. In diesem Jahr kandidierte sie für die neu gegründete Socialistische Werkers Partij (SWP). Allerdings konnte diese Partei keinen Sitz erringen. Aus dem Vorstand der NVB wurde Lips tragischerweise aufgrund der Handlungen ihrer Freundin und Parteikollegin Annie Averink auch ausgeschlossen. Ihr folgte die NVB-Abteilung bei ihrem Austritt, doch die kommunistische „Ächtung“ hatte zur Folge, dass Frauen, die sie als ihre Freundinnen betrachtete und mit denen sie manchmal sogar Lagererlebnisse teilte, sie plötzlich nicht mehr grüßten. Lips-Odinot fiel „in den Abgrund“, wie sie es ausdrückte. Ihre Lagererlebnisse machten ihr zusätzlich einen Strich durch die Rechnung und sie wurde krank.

### Späteres Leben
Danach blieb Lips-Odinot parteilos, abgesehen von einer kurzen Mitgliedschaft in der Pacifistisch Socialistische Partij. Sie nahm bis auf eine Stelle als Kommissarin bei der Arbeiterbauvereinigung Ons Ideaal in ihrer Heimatstadt im Jahr 1973 auch keine öffentlichen Ämter mehr an. Vor ihrem Tod ergriff sie am Ende doch noch das Wort und gab zu, dass sie und ihre Partei einen Fehler gemacht hätten. Auch sprach sie 1988 über das Fehlverhalten der Russen im Mai 1945 gegenüber befreiten Häftlingen des Frauenlagers Ravensbrück. Am 26. Januar 1998 verstarb Rie Lips-Odinot im Alter von 89 Jahren in Hilversum.
Rie Lips-Odinot wurde in das Buch 101 Vrouwen en de oorlog der Historikerin und Schriftstellerin Els Kloek mit 101 Biografien von Frauen, die im Zweiten Weltkrieg im Kontext der niederländischen Geschichte eine Rolle spielten, aufgenommen.